# High dynamic range imaging
High dynamic range imaging (forkortet HDR eller HDRI) er en fototeknik, hvor flere eksponeringer vha. bracketing blændes/sammensmeltes til ét foto. Formålet er at gengive flere af de mange nuancer, som kun øjet formår at udskille/registrere, da kameraets sensor ikke kan "fange"/opfange hele det dynamiske toneområde, som i virkelighedens verden er større end, hvad kameraet kan "optage".
Efterbehandling af HDR-fotos sker ofte med tone mapping.
- Wikimedia Commons har flere filer relateret til High dynamic range imaging

| Lyd og billede | Spire Denne artikel om billed- og lydteknologi er en spire som bør udbygges. Du er velkommen til at hjælpe Wikipedia ved at udvide den. |